# Стиранка Мирослав Петрович
Миросла́в Петрович Сти́ранка (псевдоніми і криптоніми — М. Зеленецький, М. Петрович, М. С., М. З., М. П.; 27 лютого 1910, с. Говилів Малий, Австро-Угорщина (нині Малий Говилів Чортківський район Тернопільської області) — 10 жовтня 1996, Мюнхен, Німеччина) — український журналіст, публіцист, редактор, громадсько-політичний діяч.

## Життєпис
Закінчив гімназію в м. Тернопіль (1928). Навчався у торговельній школі Союзу українських кооперативів, студіював журналістику та філософію в містах Львові, Брно (нині Чехія).
Співредактор «Студентського вісника», співпрацівник і редактор часописів «Голос нації», «Голос», від 1938 — редактор газети «Нове село». До 1939 проживав у м. Чортків, де голова товариства «Молода громада».
Під час німецько-радянської війни дописував до підпільних видань; згодом емігрував до Мюнхена. 1946—1949 — співорганізатор органу УГВР «Українська пресова служба» і газети «Українська Трибуна». 1954—1964 працював на радіо «Свобода», 1964 за дорученням ООН — в українському відділі Радіо Іспанії.
Від 1954 — співпрацівник, 1965—1968 — співредактор і редактор тижневика «Шлях Перемоги», від 1969 — редактор місячника «Мета» — органу Уряду УНР в екзилі. 1977—1992 — головний редактор газети ОУН «Українське слово» (м. Париж, Франція). Співпрацював із багатьма періодичними виданнями.
Член ОУН, сеньйор Спілки українських журналістів на еміграції, почесний член і пресовий референт німецько-українського товариства.
Похований на цвинтарі Вальдфрідгоф (Мюнхен).